# Adam Roman (informatyk)
Adam Roman – polski informatyk, profesor nauk inżynieryjno-technicznych w dyscyplinie informatyka techniczna i telekomunikacja. Specjalizuje się w testowaniu oprogramowania. Kierownik Katedry Inżynierii Oprogramowania w Instytucie Informatyki i Matematyki Komputerowej Wydziału Matematyki i Informatyki Uniwersytetu Jagiellońskiego.

## Życiorys
Studia z informatyki ukończył na Uniwersytecie Jagiellońskim, gdzie następnie został zatrudniony i zdobywał kolejne awanse akademickie. Stopień doktorski uzyskał w 2006 na podstawie pracy pt. Problemy synchronizacji automatów skończonych, przygotowanej pod kierunkiem prof. Wita Forysia. Habilitował się na Wydziale Elektroniki Politechniki Wrocławskiej w 2016 na podstawie oceny dorobku naukowego i rozprawy pt. Synchronizacja i Problem Kolorowania Drogi - algorytmy, złożoność obliczeniowa i uogólnienia.
Swoje prace publikował w takich czasopismach jak m.in. "Software Quality Journal", "Expert Systems with Applications", „Applied Mathematics and Computation”, „Pattern Analysis and Applications” „Journal of Automata, Languages and Combinatorics”, „Information Processing Letters", „Journal of Computer and System Sciences”. Jest autorem wielu książek i artykułów z zakresu inżynierii jakości oprogramowania, w tym monografii "Testowanie i jakość oprogramowania. Modele, techniki, narzędzia" (PWN).